# Reisiswil
Reisiswil – gmina (niem. Einwohnergemeinde) w Szwajcarii, w kantonie Berno, w regionie administracyjnym Emmental-Oberaargau, w okręgu Oberaargau.

## Demografia
W Reisiswil mieszkają 173 osoby. W 2020 roku 6,4% populacji gminy stanowiły osoby urodzone poza Szwajcarią.